# Ayen
Ayen là một xã trong vùng Nouvelle-Aquitaine, thuộc tỉnh Corrèze, quận Brive-la-Gaillarde, tổng Ayen. Tọa độ địa lý của xã là 45° 14' vĩ độ bắc, 01° 19' kinh độ đông. Ayen nằm trên độ cao trung bình là 320 mét trên mực nước biển, có điểm thấp nhất là 123 mét và điểm cao nhất là 379 mét. Xã có diện tích 13,16 km², dân số vào thời điểm 1999 là 623 người; mật độ dân số là 47 người/km².